# Fiorenzo Angelini
 (octobre 2024).
Pour les articles homonymes, voir Angelini.
Fiorenzo Angelini, né le 1er août 1916 à Rome et mort le 22 novembre 2014, est un cardinal italien de la Curie romaine. Il est président du Conseil pontifical pour la pastorale des services de la santé de 1985 à 1996.

## Biographie

### Prêtre
Après avoir été ordonné prêtre le 3 février 1940 pour le diocèse de Rome, Fiorenzo Angelini a consacré l'essentiel de son ministère au service des malades et des pauvres.
De 1947 à 1954, il est appelé au Vatican comme maître des cérémonies pontificales.

### Évêque
Nommé évêque le 27 juin 1956, partageant son temps entre la Curie romaine et l'aumônerie des hôpitaux et cliniques de Rome, il est consacré le 29 juillet suivant par le cardinal Giuseppe Pizzardo. 
Le 6 janvier 1977, il devient évêque auxiliaire de Rome avant d'être rappelé à la Curie romaine le 16 février 1985 comme pro-président, puis comme président à partir de 1988, du Conseil pontifical pour la pastorale des services de la santé, charge qu'il assume jusqu'au 31 décembre 1996, date à laquelle il se retire pour raison d'âge à plus de 80 ans.

### Cardinal
Il est créé cardinal par le pape Jean-Paul II lors du consistoire du 28 juin 1991 avec le titre de cardinal-diacre de Santo Spirito in Sassia. Le 1er août 1996, il perd le jour de ses 80 ans sa qualité d'électeur en cas de conclave, c'est pourquoi il ne participe pas aux conclaves de 2005 (élection de Benoît XVI) et de 2013 (élection de François).
Le 26 février 2002, il est élevé au rang de cardinal-prêtre.
Au décès du cardinal Ersilio Tonini le 28 juillet 2013, il devient le cardinal le plus âgé du Collège cardinalice. Lors du consistoire du 22 février 2014, il se voit prendre cette place par la nomination d'un cardinal plus âgé que lui, Loris Francesco Capovilla.   

### Titres
En juillet 2012, il est docteur honoris causa de l'Université catholique du Graben de Butembo en République démocratique du Congo.[réf. nécessaire]

## Succession apostolique
Fiorenzo Angelini a ordonné les évêques suivants :
- Évêque Melchisedec Sikuli Paluku (de) (1998)